# Gliwickie Metamorfozy
Gliwickie Metamorfozy - Stowarzyszenie na rzecz Dziedzictwa Kulturowego Gliwic - jest organizacją zrzeszającą pasjonatów lokalnej historii. Celem priorytetowym stowarzyszenia jest odbudowa Cmentarza Hutniczego a ponadto upowszechnianie wiedzy o historii miasta Gliwice i regionu śląskiego.

## Kalendarium
Nieformalne początki stowarzyszenia, w 2001 roku, to dyskusje na regionalnym forum internetowym portalu Gazeta.pl miłośników historii Gliwic, które w krótkim czasie (od stycznia 2002) przybrały postać comiesięcznych realnych spotkań
.
Jednym z pierwszych zrealizowanych pomysłów było założenie strony internetowej, na której początkowo umieszczano jedynie zdjęcia miasta. Realizacja kolejnego z pomysłów – porządkowanie zaniedbanego Cmentarza Hutniczego wymusiło na grupie sformalizowanie działań i doprowadziło do rejestracji stowarzyszenia w kwietniu 2004 roku.
2004 - rozpoczęcie rozprowadzania "Przewodnika po mieście" - prezentacji multimedialnej na płycie CD przygotowanej jako tzw. "cegiełka" na odbudowę Cmentarza Hutniczego.
W 2005 roku rozpoczęto cykl wykładów poruszających tematy związane z historią miasta i dzielnicy hutniczej (terenów w sąsiedztwie GZUTu. Pretekstem było odsłonięcie nagrobka Theodora Kalidego odrestaurowanego przez prywatnego sponsora.
W 2007 roku, po przygotowaniu drugiej części "Przewodnika" obejmującej okolice Gliwic, stowarzyszenie przygotowało cykl wakacyjnych wycieczek, w formie rajdu wyznaczonymi trasami, pod nazwą "Lato z Metamorfozami - poznaj okolice Gliwic". Powodzenie rajdu oraz zaangażowanie uczestników w prace na Cmentarzu Hutniczym spowodowało kolejne edycje w następnych latach.
W 2011 roku stowarzyszenie ustanowiło odznakę Wędrowiec Gliwicki, przygotowując tematyczne trasy historyczne po mieście i powiecie. Odznakę można zdobywać indywidualnie korzystając z materiałów zamieszczonych na stronie stowarzyszenia, bądź w trakcie trwania corocznego rajdu „Lato z Metamorfozami”.

## Ciekawostki
Liczbę godzin przepracowanych na Cmentarzu Hutniczym w ramach działalności statutowej członkowie stowarzyszenia nazywają "grobogodzinami" nawet w oficjalnych pismach i statystykach.

## Nagrody i wyróżnienia
- 2007 Wyróżnienie Z-cy Prezydenta Miasta Gliwice Za działalność na rzecz gliwiczan,
- 2007 Wyróżnienie Marszałka Województwa Śląskiego Za zasługi dla rozwoju turystyki w województwie śląskim (dla prezeski stowarzyszenia, Małgorzaty Malanowicz,
- 2008 Nagroda Prezydenta Miasta Gliwice Za osiągnięcia w upowszechnianiu i ochronie kultury[6],
- 2008 Wyróżnienie Marszałka województwa Śląskiego Za zasługi dla rozwoju turystyki w województwie śląskim,
- 2008 Wyróżnienie Prezydenta Miasta Gliwice Za wysiłki na rzecz wspólnego dobra,
- 2008 Podziękowanie Prezydenta Miasta Gliwice Za prowadzone inicjatywy na rzecz dziedzictwa kulturowego Gliwic,
- 2008 Podziękowanie Przewodniczącego Rady Miejskiej Miasta Gliwice Za działania podjęte dla ratowania zapomnianego Cmentarza Hutniczego,
- 2009 I Wyróżnienie Prezydenta Miasta Gliwice w konkursie Gliwicka Organizacja Roku 2008,
- 2012 Prezeska stowarzyszenia, Małgorzata Malanowicz, zajęła pierwsze miejsce w plebiscycie Dziennika Zachodniego i portalu naszemiasto.pl[7] na Człowieka Roku 2011 Gliwic i Powiatu Gliwickiego[8].